# Ceratina simillima
Ceratina simillima är en biart som beskrevs av Smith 1854. Den ingår i släktet märgbin och familjen långtungebin. Inga underarter finns listade i Catalogue of Life.

## Beskrivning
Ceratina simillima är ett litet bi, honan har en kroppslängd på 6 till 7 mm, hanen på 6 till 8 mm. Grundfärgen är svart, med flera blekgula markeringar. I ansiktet förekommer dessa framför allt på kinder, hjässa och clypeus (munskölden); labrum (överläppen) som hos många arter i släktet också kan vara gul, är hos denna art i stället mörkbrun. Mellankroppen har gula partier fläckvis på ovansidan och benen, medan tergiterna på bakkroppen har gula tvärband.

## Utbredning
Arten har framför allt beskrivits från Indien, men har också påträffats i Sri Lanka, Myanmar, Tibet samt den kinesiska provinsen Yunnan.

## Ekologi
Som alla märgbin bygger Ceratina simillima sina larvbon i märgen hos växtstjälkar. Denna art föredrar stjälkar hos bresiljesläktet (i familjen ärtväxter) där bona byggs under försommaren.